# Xavier Martínez
Xavier Timoteo Martínez (7 de fevereiro de 1869 – 13 de janeiro de 1943) foi um artista americano nascido no México, ativo na Califórnia no final do século XIX e início do século XX. Ele era uma figura boêmia conhecida em São Francisco, na região da Baía Leste e na Península de Monterey, além de ser um dos cofundadores de duas organizações de artistas da Califórnia e de uma galeria de arte. Pintava em estilo tonalista e também produzia monotipias, águas-fortes e ponta de prata.